# اندرو ساریس
اندرو ساریس (به انگلیسی: Andrew Sarris) (زادهٔ ۳۱ اکتبر ۱۹۲۸ – درگذشته ۲۰ ژوئن ۲۰۱۲) نظریه‌پرداز فیلم در ایالات متحده آمریکا بود. او متولد بروکلین نیویورک بود و استاد دانشگاه کلمبیا نیز بود. او بنیان‌گذار جامعه منتقدین فیلم آمریکا نیز هست. نظریهٔ اصلی او نظریهٔ مؤلف نام دارد که او این تئوری را در اصل با الهام از نظریه‌پردازان موج نوی فرانسه خاصه فرانسوا تروفو و در مجموعه و مقالاتش بیان کرده‌است. او وارد کنندهٔ نظریه مؤلف به ایالات متحده است. اندرو ساریس همچنین همسر مالی هاسکل منتقد و نظریه‌پرداز فمینیست سینما نیز هست.

## نظریات سینمایی
به اعتقاد اندرو ساریس باید بین مؤلفین سینما و انبوهی از فیلمسازان مقلد تفاوت قائل شویم. او اعتقاد دارد که یکسری پارامترها برای شناسایی فیلمساز مؤلف وجود دارد. از جمله سبک بصری مشخص، ویژگی‌های فنی منحصربه‌فرد و دلالت‌های معنای متعلق به فیلمساز. او فیلمسازانی که به این ویژگی‌ها دست یافته‌اند را فیلمساز مؤلف می‌خواند. او فیلمسازان مؤلف را تحت نام پانتئون‌نشینان از سایر فیلمسازان جدا کرده‌است. کسانی چون جان فورد، هوارد هاکس، آلفرد هیچکاک، ارنست لوبیچ، فریتس لانگ و چارلی چاپلین از نظر ساریس در دستهٔ فیلمسازان پانتئون‌نشین محسوب می‌شوند.

## تأثیرات
ساریس در طول بیش از نیم قرن فعالیت خود در حوزه نقد فیلم و نظریه‌پردازی سینما، با نقدها و دیدگاه‌های غیرمتعارف اش دربارهٔ فیلم‌ها، وزن و اعتبار دیگری به نقد فیلم بخشید و آن را به سطح یک اثر هنری ارتقا داد.
او نزدیک به نیم قرن، به صورت هفتگی برای نشریاتی چون ویلج وویس و نیویورک آبزرور نوشت. مدرس تحلیل فیلم و تاریخ سینما در دانشگاه کلمبیا، دانشگاه ییل و دانشگاه نیویورک یونیورسیتی بود و انجمن ملی منتقدان فیلم آمریکا را پایه‌گذاری کرد.
اندرو ساریس، نگره مؤلف (نظریه کارگردان به عنوان مؤلف فیلم) را با الهام از نوشته‌ها و افکار نویسندگان مجله فرانسوی کایه دو سینما دنبال کرد و به فضای نقد فیلم آمریکا کشاند. نگره‌ای که پیروان و مخالفان بسیاری در جهان پیدا کرد. ساریس در دفاع از نگره مؤلف گفته‌است: «فکر می‌کنم ما نسلی از منتقدان که با هم پرورش یافته‌ایم، یعنی منتقدان کایه دو سینما و هواداران نگره مولف؛ سینمای جدید را کشف کرده‌ایم. ما از گذشته‌ها چیزی استخراج کردیم که به دست فراموشی سپرده شده بود.»

## مخالفان
خانم پالین کیل از منتقدان برجستهٔ آمریکایی از جمله مخالفان نظریه مؤلف ساریس است. او در مقاله دایره‌ها و چهارگوش‌ها به اندیشه مؤلف حمله کرد و کلیه پیش‌فرض‌های این اندیشه را زیر سؤال کشید. این مسئله به رشته‌ای از جواب‌ها و عکس‌العمل‌ها از سوی ساریس منجر شد و بحث تئوری مؤلف به بحث داغی در بین نظریه‌پردازان سینمایی بدل شد.

## فهرست منابع
- استم، رابرت، مقدمه‌ای بر نظریهٔ فیلم، به کوشش احسان نوروزی، انتشارات سورهٔ مهر، ۱۳۸۳
- ویکی‌پدیای انگلیسی
- اندرو ساریس، منتقد سینما، درگذشت بی‌بی‌سی

1. 1 2  BBC فارسی - فرهنگ و هنر - به یاد اندرو ساریس بنیانگذار نگره مؤلف در سینما